# Parmenides
Parmenides (Oudgrieks: Παρμενίδης ὁ Ἐλεάτης; Elea, ca. 515 v.Chr.) was een presocratische filosoof. In een filosofisch dichtwerk stelde hij waarheid en weten tegenover mening en voorstelling. Zijn filosofie behelst - anders dan die van zijn voorgangers - niet zozeer een kosmogonie, een theorie over het ontstaan van de werkelijkheid, als wel een ontologie, een theorie van het zijn. Zijn denkbeelden zijn alleen bekend door citaten en testimonia (verwijzingen) bij latere klassieke auteurs. Parmenides definieerde oerstof als 'materie die door beweging niet vergaat'.

## Leven
Parmenides werd rond 515-510 v.Chr. geboren in de Griekse kolonie Elea in Magna Graecia (zuidelijk Italië), en was de zoon van de rijke Pyres. Hij stelde succesvolle wetten op voor de stad. Volgens klassieke bronnen was hij de leerling van Xenophanes, maar dit is onwaarschijnlijk. Hij zou op vriendschappelijke voet gestaan hebben met de arme pythagoreeër Ameinias, die zijn interesse wekte voor de filosofie. Na diens overlijden bouwde Parmenides een schrijn voor hem. In zijn filosofie zitten echter geen pythagoreïsche elementen.

## Werk
In de eerste helft van de 5e eeuw v.Chr. schreef Parmenides een kort leerdicht in hexameters waarin hij zijn filosofie uiteenzette. De stijl is lastig, metaforisch en cryptisch, met veel homerische invloeden. Op mythologische en allegorische wijze beschrijft Parmenides in de inleiding (proëmium) zijn intellectuele reis naar ware kennis, waarbij hij zichzelf distantieert van de dagelijkse werkelijkheid die met de zintuigen wordt waargenomen. Daarna volgt, in eenvoudigere bewoording, zijn opvatting van de aard van de werkelijkheid in de Weg van de waarheid; vervolgens komt de empiristische natuurfilosofie, die volgens Parmenides misleidend is, aan bod in de Weg van de mening. De ware kennis is volgens hem de intelligibele kennis, die aan Parmenides wordt geopenbaard in het eerste deel van zijn leerdicht. Van dit gedicht zijn ongeveer 150 versregels, een substantieel deel, bewaard gebleven in de werken van latere auteurs, met name dat van de neoplatonist Simplicius (6e eeuw).

## Leer
Volgens Parmenides kan de mens via de rede iets te weten komen. Zijn proemium gaat vooraf door een goddelijke openbaring. Het is een academische discussie in hoeverre dit louter dichterlijk is of in een traditie staat van mysteriescholen rondom Elea. Hij is vaak genoemd als een van de eerste rationalisten in de westerse filosofie, die met een zuiver logisch-deductieve benadering uitspraken doet over datgene wat is. De wetten van de logica zijn voor hem een "goddelijk" gegeven, en kunnen zelf niet verder gefundeerd worden.
Het uitgangspunt van Parmenides is dat de rede leert dat je alleen een Zijn kunt denken, niet een niet-Zijn. Tegenover het Zijnde staat niets, dus ook niet het denken: "Denken en Zijn is één en hetzelfde". Als iets gedacht wordt is het onmogelijk te zeggen dat het "niet is".
Het Zijn is ruimtelijk; er is dus geen lege ruimte mogelijk, en bijgevolg geen beweging, want als een voorwerp zich ergens heen zou bewegen zou daar eerst lege ruimte (een niet-zijn) moeten zijn. Ook 'worden' is uitgesloten: dat wat worden gaat, is tevoren nog niet. Alle verandering is schijn. Als men aan iets wat in de toekomst zal bestaan kan denken, dan moet het nu al in de geest bestaan. Als men zich iets uit het verleden kan herinneren, dan moet het in de geest aanwezig zijn, op het moment van denken. Het werkelijk zijnde (Grieks: "eon") ontstaat niet, verandert niet, gaat niet verloren, kent geen veelheid of verscheidenheid: het is één en ondeelbaar. Alles heeft kortom altijd bestaan, en niets verandert. Alles wat lijkt op verandering of beweging, vindt plaats binnen een gesloten systeem. Verandering en beweging maken deel uit van de dagelijkse menselijke ervaring (een dwaling), maar niet van het correcte denken, dat zich richt op het ene, ondeelbare, onveranderlijke en eeuwige.
Denken aan iets wat is, impliceert het bestaan van iets wat niet is (als iets groen is, is het niet rood; als iets een mens is, is het geen hond). Maar omdat Parmenides met zijn eerdere redenering heeft aangetoond dat claims van 'niet bestaan' onmogelijk zijn, geldt dat ook voor claims van 'wel bestaan'. De denkende mens kan dus geen onderscheid maken tussen de verschillende dingen in de wereld. Volgens Parmenides kan alleen worden gesteld dat alles is, en dus moet de ware aard van de werkelijkheid (dat wat is, het zijn) een ondeelbare, homogene, enkele entiteit zijn.
Parmenides heeft zich niet beperkt tot het formuleren van deze ontologie. Zo heeft hij ook een theorie over de kosmos ontwikkeld, waarbij hij wellicht de eerste is geweest die stelde dat de aarde rond is. Een dergelijke theorie staat op gespannen voet met zijn ontologie, omdat zij andere theorieën uitsluit en daarmee toch een niet-Zijn impliceert. Wellicht heeft Parmenides zijn ontologie niet als de enige mogelijke willen neerzetten, maar heeft hij vooral willen aangeven hoe problematisch de verhouding is tussen werkelijkheid en menselijk denken.

## Invloed
Parmenides is voor latere tijden belangrijk, niet vanwege de onmogelijkheid van de verandering, maar vanwege de idee dat er een substantie (het metafysische ding) is die eeuwig en onveranderlijk blijft onder wisselende omstandigheden. Dit concept zou, om te beginnen met de Ideeënleer van Plato, een basisidee worden binnen de filosofie, psychologie, natuurwetenschap en de theologie.